# Kebba B. Nget
Kebba B. Nget (* im 20. Jahrhundert) ist ein gambischer Politiker.

## Leben
| Parlamentswahl | Stimmen | Stimmanteil |
| -------------- | ------- | ----------- |
| 2002           | n/a     | gewählt     |
| 2012           | 943     | 44,13 %     |

Kebba B. Nget trat als Kandidat der Alliance for Patriotic Reorientation and Construction (APRC) bei den Parlamentswahlen in Gambia 2002 im Wahlkreis Niamina Dankunku an. Er konnte sich gegen seinen Gegenkandidaten Samba M. J. Jallow von der National Reconciliation Party (NRP) durchsetzen und erlangte er einen Sitz in der Nationalversammlung. Bei den Wahlen 2007 trat Nget nicht an. Zu den Parlamentswahlen 2012 trat Nget erneut im Wahlkreis an, unterlag diesmal seinen Gegenkandidaten Samba M. J. Jallow. Bei den Wahlen 2017 trat Nget nicht an.